# توقيت موسكو

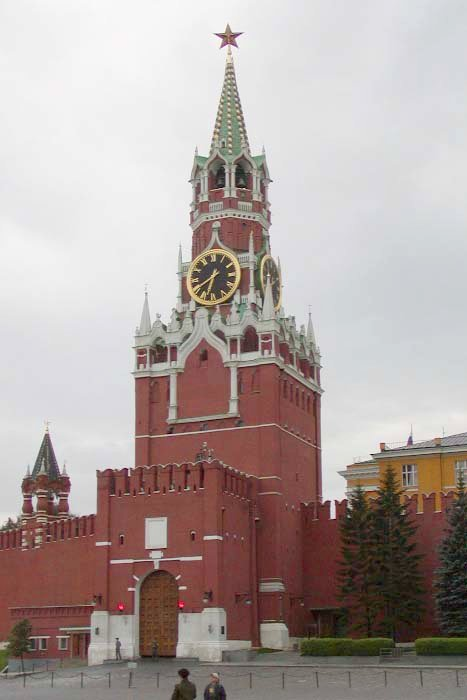

توقيت موسكو (بالروسية: Моско́вское вре́мя)‏ هي المنطقة الزمنية لمدينة موسكو بروسيا و‌روسيا البيضاء ومعظم غربي روسيا، بما في ذلك سانت بطرسبرغ. وهو ثاني غرب المناطق الزمنية الإحدى عشرة في روسيا. وقد تم ضبطه إلى ت ع م+3 بشكل دائم في 26 أكتوبر 2014؛ قبل ذلك التاريخ قد تم ضبطه إلى ت ع م+4 طوال العام منذ 27 مارس 2011.
ويستخدم توقيت موسكو لجدولة القطارات والسفن وما إلى ذلك في جميع أنحاء روسيا، بينما يتم جدولة السفر بالطائرة باستخدام التوقيت المحلي.

## روابط خارجية
- الوقت الان في موسكو